# 白淑贤
白淑贤（1947年—），女，山东掖县人，中国龙江剧表演艺术家，中国戏剧梅花奖二度梅获得者。曾任黑龙江省文化厅副厅长，省龙江剧院院长，中国戏剧家协会副主席，中共十四大、十五大、十六大代表。